# 전영호 (1973년)
전영호(1973년 ~)는 대한민국의 키보디스트, 가수다.

## 방송
- 나는 가수다 - 하우스 밴드
- EBS 스페이스 공감 - 세션
- 유희열의 스케치북 - 세션
- 미스터리 음악쇼 복면가왕 (2016~) - 키보드 세션
- 더 마스크드 탤런트 (2021) - Top12(12위)

## 음악 활동
- 장범준 - 흔들리는 꽃들 속에서 네 샴푸향이 느껴진거야 (2019) - 편곡, 키보드
- Crush - SOFA (2014) - 편곡

## OST
- 디지몬어드벤쳐: Butterfly
- 학교괴담:TeII me TeII me

## 수상
- 제9회 유재하음악경연대회 은상 (1997)